# Selección de fútbol sala de Bután
La Selección de fútbol sala de Bután es el equipo que representa al país en el Mundial de Fútbol Sala, en Futsal en los Juegos Asiáticos Bajo Techo y en el Campeonato Asiático de Futsal; y es controlado por la Federación de Fútbol de Bután.

## Estadísticas

### Copa Mundial de Futsal FIFA
| Copa Mundial de fútbol sala de la FIFA | Copa Mundial de fútbol sala de la FIFA | Copa Mundial de fútbol sala de la FIFA | Copa Mundial de fútbol sala de la FIFA | Copa Mundial de fútbol sala de la FIFA | Copa Mundial de fútbol sala de la FIFA | Copa Mundial de fútbol sala de la FIFA | Copa Mundial de fútbol sala de la FIFA |
| Año                                    | Ronda                                  | J                                      | G                                      | E                                      | P                                      | GF                                     | GC                                     |
| -------------------------------------- | -------------------------------------- | -------------------------------------- | -------------------------------------- | -------------------------------------- | -------------------------------------- | -------------------------------------- | -------------------------------------- |
| 1989 - 2021                            | No participó                           | No participó                           | No participó                           | No participó                           | No participó                           | No participó                           | No participó                           |
| Total                                  | 0/9                                    | -                                      | -                                      | -                                      | -                                      | -                                      | -                                      |

### Copa Asiática de Futsal de la AFC
| Copa Asiática de Futsal de la AFC | Copa Asiática de Futsal de la AFC | Copa Asiática de Futsal de la AFC | Copa Asiática de Futsal de la AFC | Copa Asiática de Futsal de la AFC | Copa Asiática de Futsal de la AFC | Copa Asiática de Futsal de la AFC | Copa Asiática de Futsal de la AFC |
| Año                               | Ronda                             | J                                 | G                                 | E                                 | P                                 | GF                                | GC                                |
| --------------------------------- | --------------------------------- | --------------------------------- | --------------------------------- | --------------------------------- | --------------------------------- | --------------------------------- | --------------------------------- |
| 1999 - 2004                       | No participó                      | No participó                      | No participó                      | No participó                      | No participó                      | No participó                      | No participó                      |
| 2005                              | Primera ronda                     | 3                                 | 0                                 | 0                                 | 3                                 | 5                                 | 54                                |
| 2006 - 2022                       | No participó                      | No participó                      | No participó                      | No participó                      | No participó                      | No participó                      | No participó                      |
| Total                             | 1/16                              | 3                                 | 0                                 | 0                                 | 3                                 | 5                                 | 54                                |

## Récord ante otras selecciones
Actualizado al 31 de julio de 2014:
| País      | J | G | E | P | GF | GC  | GD   | % Victoria | % Derrota |
| --------- | - | - | - | - | -- | --- | ---- | ---------- | --------- |
| Malasia   | 1 | 0 | 0 | 1 | 0  | 16  | -16  | 0%         | 100%      |
| Tailandia | 1 | 0 | 0 | 1 | 1  | 29  | -28  | 0%         | 100%      |
| Irak      | 1 | 0 | 0 | 1 | 4  | 10  | -6   | 0%         | 100%      |
| Vietnam   | 1 | 0 | 0 | 1 | 3  | 6   | -3   | 0%         | 100%      |
| Filipinas | 1 | 0 | 0 | 1 | 1  | 3   | -2   | 0%         | 100%      |
| Kuwait    | 1 | 0 | 0 | 1 | 1  | 13  | -12  | 0%         | 100%      |
| Líbano    | 1 | 0 | 0 | 1 | 2  | 14  | -12  | 0%         | 100%      |
| Irán      | 1 | 0 | 0 | 1 | 2  | 27  | -25  | 0%         | 100%      |
| Total     | 8 | 0 | 0 | 8 | 14 | 118 | -104 | 0%         | 100%      |